# Alagoinhas
Alagoinhas, amtlich portugiesisch Município de Alagoinhas, ist eine Großstadt in der Nordostregion Brasiliens im Bundesstaat Bahia. Das Gebiet des Munizips umfasst 718 km², die geschätzte Einwohnerzahl betrug zum 1. Juli 2021 153.023 Einwohner, basierend auf der Volkszählung 2010, die eine Einwohnerzahl von 141.949 ergab.

## Bevölkerungsentwicklung
Quelle: IBGE (Angabe für 1996, 2007 und 2021 sind lediglich Schätzungen)

## Kommunalpolitik
Bei der Kommunalwahl 2016 wurde für die Amtszeit von 2017 bis 2020 Joaquim Belarmino Cardoso Neto, genannt Joaquim Neto, von den DEM zum Stadtpräfekten (Bürgermeister) gewählt.
Er wurde, diesmal für den PSD, bei der Kommunalwahl 2020 für die Amtszeit von 2021 bis 2024 wiedergewählt.
Der Stadtrat, die Câmara Municipal, besteht aus 17 Abgeordneten, den vereadores.
Seit 1991 besteht das Munizip aus drei Distrikten: Distrito de Alagoinhas, Distrito de Boa União und Distrito de Riacho da Guia.

## Bistum Alagoinhas
- Bistum Alagoinhas

## Söhne der Stadt
- Leonardo Cardoso (1930–2022), Fußballspieler
- Jean Wyllys (* 1974), Politiker, Autor und Journalist
- Leonardo da Silva (* 1980), Fußballspieler
- Marcos António Elias (* 1983), Fußballspieler
- Marclei Santos (* 1989), Fußballspieler
- Yan (* 1998), Fußballspieler